# Ministerstwo Spraw Zagranicznych Indii
Ministerstwo Spraw Zagranicznych Indii − ministerstwo odpowiadające za prowadzenie polityki zagranicznej Indii.
Mieści się w kompleksie rządowym w Raisina Hill w Nowym Delhi.
Obecnym ministrem spraw zagranicznych jest Sushma Swaraj.

## Lista ministrów spraw zagranicznych Indii
Poniższa tabela zawiera listę wszystkich ministrów spraw zagranicznych Indii, od uzyskania przez ten kraj niepodległości w 1947.
| Imię i nazwisko      | Zdjęcie | Od                   | Do                   | Partia                 | Uwagi                                                 |
| -------------------- | ------- | -------------------- | -------------------- | ---------------------- | ----------------------------------------------------- |
| Jawaharlal Nehru     |         | 15 sierpnia 1947     | 27 maja 1964         | INC                    | jednocześnie premier                                  |
| Gulzarilal Nanda     |         | 27 maja 1964         | 9 czerwca 1964       | INC                    | jednocześnie p.o. premiera                            |
| Lal Bahadur Shastri  |         | 9 czerwca 1964       | 18 lipca 1964        | INC                    | jednocześnie premier                                  |
| Sardar Swaran Singh  |         | 18 lipca 1964        | 14 listopada 1966    | INC                    | pierwszy raz                                          |
| M.C. Chagla          |         | 14 listopada 1966    | 6 września 1967      | INC                    |                                                       |
| Indira Gandhi        |         | 6 września 1967      | 14 lutego 1969       | INC                    | pierwszy raz, jednocześnie premier                    |
| Dinesh Singh         |         | 14 lutego 1969       | 27 czerwca 1970      | INC                    | pierwszy raz                                          |
| Sardar Swaran Singh  |         | 27 czerwca 1970      | 10 października 1974 | INC                    | drugi raz                                             |
| Yashwantrao Chavan   |         | 10 października 1974 | 26 marca 1977        | INC                    |                                                       |
| Atal Bihari Vajpayee |         | 27 marca 1977        | 28 lipca 1979        | Janata                 | pierwszy raz                                          |
| Shyam Nandan Mishra  |         | 28 lipca 1979        | 13 stycznia 1980     | Janata                 |                                                       |
| P.V. Narasimha Rao   |         | 14 stycznia 1980     | 19 lipca 1984        | INC                    | pierwszy raz                                          |
| Indira Gandhi        |         | 19 lipca 1984        | 31 października 1984 | INC                    | drugi raz, jednocześnie premier                       |
| Rajiv Gandhi         |         | 31 października 1984 | 25 września 1985     | INC                    | pierwszy raz, jednocześnie premier                    |
| Bali Ram Bhagat      |         | 25 września 1985     | 12 maja 1986         | INC                    |                                                       |
| P. Shiv Shankar      |         | 12 maja 1986         | 22 października 1986 | INC                    |                                                       |
| Narain Dutt Tiwari   |         | 22 października 1986 | 25 lipca 1987        | INC                    |                                                       |
| Rajiv Gandhi         |         | 25 lipca 1987        | 25 czerwca 1988      | INC                    | drugi raz, jednocześnie premier                       |
| P.V. Narasimha Rao   |         | 25 czerwca 1988      | 5 grudnia 1989       | INC                    | drugi raz                                             |
| Inder Kumar Gujral   |         | 5 grudnia 1989       | 21 listopada 1990    | Janata Dal             | pierwszy raz                                          |
| Vidya Charan Shukla  |         | 21 listopada 1990    | 21 czerwca 1991      | Samajwadi Janata Party |                                                       |
| Madhavsinh Solanki   |         | 21 czerwca 1991      | 31 marca 1992        | INC                    |                                                       |
| P.V. Narasimha Rao   |         | 31 marca 1992        | 18 stycznia 1993     | INC                    | trzeci raz, jednocześnie premier                      |
| Dinesh Singh         |         | 18 stycznia 1993     | 10 lutego 1995       | INC                    | drugi raz                                             |
| Pranab Mukherjee     |         | 10 lutego 1995       | 16 maja 1996         | INC                    | pierwszy raz                                          |
| Sikander Bakht       |         | 21 maja 1996         | 1 czerwca 1996       | Indyjska Partia Ludowa |                                                       |
| Inder Kumar Gujral   |         | 1 czerwca 1996       | 19 marca 1998        | Janata Dal             | drugi raz, od 21 kwietnia 1997 – równocześnie premier |
| Atal Bihari Vajpayee |         | 19 marca 1998        | 5 grudnia 1998       | Indyjska Partia Ludowa | trzeci raz, jednocześnie premier                      |
| Jaswant Singh        |         | 5 grudnia 1998       | 1 lipca 2002         | Indyjska Partia Ludowa |                                                       |
| Yashwant Sinha       |         | 1 lipca 2002         | 22 maja 2004         | Indyjska Partia Ludowa |                                                       |
| K. Natwar Singh      |         | 22 maja 2004         | 6 listopada 2005     | INC                    |                                                       |
| Manmohan Singh       |         | 6 listopada 2005     | 24 października 2006 | INC                    | jednocześnie premier                                  |
| Pranab Mukherjee     |         | 24 października 2006 | 22 maja 2009         | INC                    | drugi raz                                             |
| S.M. Krishna         |         | 23 maja 2009         | 26 października 2012 | INC                    |                                                       |
| Salman Khurshid      |         | 28 października 2012 | 26 maja 2014         | INC                    |                                                       |
| Sushma Swaraj        |         | 27 maja 2014         | 30 maja 2019         | Indyjska Partia Ludowa |                                                       |
| S. Jaishankar        |         | 31 maja 2019         |                      | Indyjska Partia Ludowa |                                                       |